# Berthe Raharijaona
Berthe Raharijaona (1908 — 2003) foi uma advogada, escritora e acadêmica malgaxe.

## Biografia
Berthe Raharijaona nasceu em Madagáscar em 1908. Estudou na Escola de Ensino Médio Jules Ferry, da qual, mais tarde, viria a ser presidente de honra da associação de ex-alunos. Em 1929, obteve seu diploma de bacharel, sendo a primeira mulher de seu país a conseguir tal feito. Raharijaona também integrou a Associação de Jovens Cristãos Madagascarense.
Raharijaona foi a primeira mulher integrante da ordem dos advogados de Madagascar.  Ela trabalhou como advogada honorária no Tribunal de Recursos e também representou clientes perante a Suprema Corte de Madagascar.
Além disso, Raharijaona foi uma acadêmica e escritora, escrevendo artigos para o jornal da Academia Madagascarense e publicando trabalhos sobre o histórico dos governantes do país, particularmente das mulheres governantes. Ainda na Academia Madagascarense, foi vice-presidente da Seção de Moral e Ciência Política e, em 1987, a instituição organizou eventos para comemorar os 55 anos da participação de Raharijaona.
Raharijaona foi casada com Jean, e tinha uma filha, Suzanne, uma socióloga que trabalhou com o Instituto de Pesquisa Científica Madagascarense. Berthe Raharijaona morreu no início de 2003.

### Nota
- Este artigo foi inicialmente traduzido, total ou parcialmente, do artigo da Wikipédia em inglês cujo título é «Berthe Raharijaona», especificamente desta versão.